# Старостенков, Иван Карпович
Иван Карпович Старостенков (29 января 1900, дер. Выдрица, Могилёвская губерния — 7 августа 1975, Москва) — советский военачальник, военный лётчик, генерал-майор авиации (1949).

## Биография
Иван Карпович Старостенков родился 29 января 1900 года в деревне Выдрица (ныне — Хиславичского района Смоленской области).

### Первая мировая и гражданская войны
В июне 1919 года вступил в ряды РККА, после чего был направлен красноармейцем этапной роты 49-го этапного батальона, а в декабре 1920 года был назначен на должность помощника командира взвода 46-го стрелкового полка. Принимал участие в боевых действиях на Восточном фронте.

### Межвоенное время
В мае 1921 года был назначен на должность командира хозяйственного взвода учебно-кадровой сапёрной роты, дислоцированной в Мценске. С декабря того же года последовательно учился Военной железнодорожной школе, с декабря 1922 года — в Егорьевской теоретической авиационной школе, с марта 1924 года — во 2-й Борисоглебской школе лётчиков, а с июня 1926 года — в школе стрельбы и бомбометания, дислоцированной в Серпухове. После окончания учёбы в феврале 1929 года был назначен на должность младшего лётчика 16-й разведывательной авиаэскадрильи, в октябре — на должность командира звена 15-й истребительной авиаэскадрильи, в феврале 1933 года — на должность командира отряда 7-й крейсерской авиаэскадрильи, а в феврале 1937 года — на должность командира 1-й истребительной авиаэскадрильи.
В июне 1938 года Старостенков был назначен на должность командира 6-й истребительной авиаэскадрильи авиации особого назначения, в июне 1939 года — на должность командира 36-го авиационного полка (36-я авиационная дивизия), а в январе 1941 года — на должность командира 27-й истребительной авиационной дивизии (Закавказский военный округ).

### Великая Отечественная война
С началом войны Старостенков находился на прежней должности. Дивизия под его командованием прикрывала объекты Баку и нефтеносного района в границах 3-й корпус ПВО. С преобразованием дивизии к июлю в 8-й авиационный корпус ПВО Старостенков 9 июля был назначен на должность командира 66-й истребительной авиационной дивизии, которая в августе была включена в состав Южного фронта.
В ноябре 1941 года был назначен на должность командира 144-й истребительной авиационной дивизии ПВО, формирукмой в Рассказово, после окончания которого к 20 ноября управление и часть дивизии были передислоцированы на аэроузел Саратова, где были включены в состав Саратово-Балашовского дивизионного района ПВО, в составе которого дивизия выполняла задачи противовоздушной обороны промышленных объектов в Саратове и Балашове, железнодорожных мостов через Волгу у Саратова и через Хопер у Балашова, железнодорожных узлов и участков железной дороги в границах дивизионного района ПВО, а также осуществляла сопровождение особо важных самолётов.
В марте 1943 года Старостенков был назначен на должность командира 148-й истребительной авиационной дивизии ПВО, которая в составе Череповецко-Вологодского дивизионного района ПВО обороняла от ударов воздушного противника города и железнодорожные узлы Череповец, Вологда, Кадуй, Бабаево и Ефимовская, железнодорожные станции Большой Двор, Лежа, Няндома и Грязовец и объекты железнодорожных коммуникаций, а с мая 1943 года после вскрытия рек Шексна и Сухона, а также каналов для судоходства дополнительными задачами дивизии были прикрытие судов на водном участке Мякса — Череповец — Шексна — Кириллов — Кубенское озеро — Сокол — Шуйское — Селище — Тотьма. В июле 1943 года дивизия была включена в состав ВВС Западного фронта ПВО, а в ноябре того же года управление дивизии было передислоцировано в Курск, где было включено в состав 9-го Воронежского истребительного авиационного корпуса ПВО, после чего дивизия выполняла задачи прикрытия с воздуха железнодорожных узлов Бахмач, Конотоп, Белополье, Льгов, Курск, Воронеж и Лиски, железнодорожных мостов через Дон в районе Лисков.
В июле 1944 года Старостенков был назначен на должность командира 8-го истребительного авиационного корпуса ПВО, который входил в состав ВВС Закавказского фронта ПВО и выполнял задачи противовоздушной обороны в границах Бакинской армии ПВО.

### Послевоенная карьера
После окончания войны Старостенков продолжил командовать корпусом, который был преобразован в Бакинский авиационный корпус ПВО.
В марте 1950 года был назначен на должность начальника отдела боевой подготовки вузов ВВС Южно-Уральского военного округа, а в феврале 1952 года — на должность заместителя начальника Управления летной службы и воздушного права Главного штаба ВВС.
Генерал-майор Иван Карпович Старостенков в июне 1953 года вышел в запас. 
Умер 7 августа 1975 года в Москве.

## Награды
- Орден Ленина;
- Четыре ордена Красного Знамени (12.8.1943, 3.11.1944, 2.9.1950);
- Медали.